# Anabolisme
 (avril 2023).
Si vous disposez d'ouvrages ou d'articles de référence ou si vous connaissez des sites web de qualité traitant du thème abordé ici, merci de compléter l'article en donnant les références utiles à sa vérifiabilité et en les liant à la section « Notes et références ».
L'anabolisme est l'ensemble des réactions chimiques de synthèse moléculaire de l'organisme considéré. Il est l'inverse du catabolisme, qui est l'ensemble des réactions de dégradation. Le catabolisme et l'anabolisme sont les deux composantes du métabolisme. L'anabolisme est plus particulièrement une phase du métabolisme au cours de laquelle des molécules de grande taille et complexes sont synthétisées à partir de molécules plus simples. Pour ce faire, de l'énergie est utilisée au cours de cette phase. L'anabolisme est constituée de plusieurs voies analogiques[pas clair].
Les réactions de l'anabolisme sont des réactions de réduction et ne sont pas spontanées, ce sont des réactions endergoniques (ΔG > 0) c'est-à-dire qu'elles nécessitent un apport en énergie pour avoir lieu. La réaction se fait grâce au gain d'un ou de plusieurs électrons par une molécule (réduction). Elle est parfois accompagnée d'un gain de protons (H+). On peut aussi parler de biosynthèse.
L'apport d'énergie extérieur utilisé pour ces réactions vient notamment d'une précédente réaction de catabolisme exergonique (ΔG < 0), qui libère de l'énergie.
Ces réactions permettent aux organismes vivants la synthèse de métabolites essentiels à partir des éléments de base fournis par l'alimentation et aboutissant à la construction ou au renouvellement des tissus.
Exemples : la photosynthèse, la biosynthèse des protéines.
L'étymologie du terme peut se définir ainsi : Ana du grec ancien ἀνά, ana (à nouveau, encore, en haut de, sur, à travers) et -Bole du grec ancien βάλλω, ballô (jeter, lancer, ici à prendre au sens d'arranger).

## Anabolisme des protéines
Les polypeptides et les protéines sont des polymères d'acides aminés. Elles sont le produit de la liaison d'acides aminés par des liaisons peptidiques.
- Traduction génétique.

## Anabolisme des glucides
Les glucides sont des molécules organiques contenant un groupement carbonyle (aldéhyde ou cétone) et plusieurs groupements hydroxyles (–OH). Leur synthèse a lieu via diverses voies métaboliques :
- la photosynthèse, pour la production de glucose chez les organismes photosynthétiques ;
- la néoglucogenèse, pour la synthèse de glucose à partir de précurseurs non osidique ;
- la glycogénogenèse pour la polymérisation de glycogène à partir du glucose ;
- etc.

## Anabolisme des lipides
Les lipides sont des molécules hydrophobes ou amphiphiles principalement constituées de carbone, d’hydrogène et d’oxygène. Leur synthèse a lieu grâce à divers mécanismes métaboliques :
- la lipogenèse qui permet la synthèse des acides gras ;
- la synthèse des stéroïdes ;
- etc.